# Massa (râu)
Massa este un râu din cantonul Valais, Elveția. Prin el se scurge apa topită din ghețarul Aletsch, cel mai mare ghețar din regiunea Alpilor. Apele râului Massa sunt folosite de o hidrocentrală situată într-un defileu, la producerea de curent electric, iar între Mörel și Brig, el se varsă în Rhône. 